# Okręg wyborczy St Marylebone
Okręg wyborczy St Marylebone powstał w 1918 r. i wysyłał do brytyjskiej Izby Gmin jednego deputowanego. Okręg położony był w Marylebone w centralnym Londynie. Został zlikwidowany w 1983 r.

## Deputowani do brytyjskiej Izby Gmin z okręgu St Marylebone
- 1918–1922: Samuel Scott, Partia Konserwatywna
- 1922–1928: Douglas Hogg, Partia Konserwatywna
- 1928–1932: Rennell Rodd, Partia Konserwatywna
- 1932–1945: Alec Cunningham-Reid, Partia Konserwatywna
- 1945–1963: Wavell Wakefield, Partia Konserwatywna
- 1963–1970: Quintin Hogg, Partia Konserwatywna
- 1970–1983: Kenneth Baker, Partia Konserwatywna